# Griffonia simplicifolia
Griffonia simplicifolia ist eine Pflanzenart aus der Gattung Griffonia in der Unterfamilie der Schmetterlingsblütler (Faboideae) innerhalb der Familie der Hülsenfrüchtler (Fabaceae). Sie ist in den Regenwäldern von Westafrika und im nordwestlichen Zentralafrika beheimatet. Diese Pflanzenart wird in neuer deutschsprachiger pseudowissenschaftlicher Literatur teils als „Afrikanische Schwarzbohne“ bezeichnet; allerdings lässt sich nicht herleiten bzw. ergründen woher der Trivialname stammt.

## Beschreibung
Die Größe und Form der Pflanze kann sich in Abhängigkeit von der Umgebung und den Wachstumsbedingungen jedoch stark unterscheiden. In einigen Fällen kann Griffonia simplicifolia höher als 3 Meter wachsen, während andere Pflanzen eine kriechende Wuchsform annehmen können.

### Vegetative Merkmale
Griffonia simplicifolia wächst als Strauch oder als Kletterpflanze einige Meter hoch oder weit.
Die wechselständig angeordneten Laubblätter sind kurz gestielt. Die einfache (oder nur ein Blättchen; unifoliolate) Blattspreite ist leicht ledrig, kahl, ganzrandigen und spitz oder bespitzt bis stumpen Blätter (oder Blättchen), die eiförmig bis verkehrt-eiförmig sind. Die Nervatur ist meist dreizählig. Es sind früh abfallende, kleine Nebenblätter vorhanden.

### Generative Merkmale
In einem end- oder überachselständigen traubigen Blütenstand befinden sich gestielte Blüten. Die relativ großen, zwittrigen und grünlichen Blüten sind fünfzählig mit doppelter Blütenhülle. Die zwittrige Blüte ist zygomorph und fünfzählig mit doppelter Blütenhülle. Der fein behaarte, schmal becherförmige, lange Blütenboden ist grünlich. Der becherförmige und fein behaarte Kelch ist grünlich mit kurzen Zipfeln. Die grünlichen, kurz genagelten und dachigen Kronblätter sind aufrecht. Es sind zehn freie, ungleich lange, vorstehende Staubblätter mit im unteren Teil oft behaarten Staubfäden vorhanden. Der lang gestielte, gynophore und abgeflachte Fruchtknoten ist mittelständig, seitlich am oberen Rand des Blütenbechers, mit kurzem Griffel und minimaler Narbe.
Der Fruchtstiel ist relativ lang. An der Frucht ist der beständige Kelch vorhanden. Die kleine, aufgeblasene und ledrige, bis zu 8 Zentimeter lang, kurz geschnäbelte Hülsenfrucht enthält ein bis vier Samen. Die kahlen, flachen, ledrigen, Samen sind bei einer Größe von bis 1,8 Zentimeter rundlich und scheibenförmig. Die Früchte sollen sich gut hörbar, explosiv öffnen.

## Taxonomie
Die Erstbeschreibung des Basionyms Schotia simplicifolia erfolgte 1825 durch Augustin-Pyrame de Candolle nach Martin Vahl in Prodr. 2, S. 508. Die Umteilung in die Gattung Griffonia zu Griffonia simplicifolia erfolgt 1866 durch Henri Ernest Baillon in Adansonia 6: 197.
Die Gattung Griffonia wurde zu Ehren von Marie-Théophile Griffon du Bellay benannt, einem französischen Naturforscher, der in Gabun arbeitete und eine bedeutende Sammlung von Pflanzen und Tieren aus der Region zusammentrug und auch die Eigenschaften von Griffonia simplicifolia beschrieb.
Ein weiteres Synonym für Griffonia simplicifolia (Vahl ex DC.) Baill. ist Bandeiraea simplicifolia (Vahl ex DC.) Benth.

## Inhaltsstoffe und Verwendung
Griffonia simplicifolia wird seit langem in der traditionellen afrikanischen Medizin verwendet und enthält eine Verbindung namens 5-Hydroxytryptophan (5-HTP), die im Körper in Serotonin umgewandelt wird. Serotonin ist ein Neurotransmitter, der eine wichtige Rolle bei der Regulierung der Stimmung, des Schlafes, des Appetits und anderer Körperfunktionen spielt. Ähnliche Konzentrationen enthalten Griffonia physocarpa und Griffnia speciosa.
Die Verwendung von Griffonia simplicifolia und 5-HTP als Nahrungsergänzungsmittel hat in den letzten Jahren an Popularität gewonnen, da sie zur Behandlung einer Vielzahl von Zuständen wie Depressionen, Angstzuständen, Schlafstörungen, Fibromyalgie und Migräne eingesetzt werden kann. Es gibt jedoch begrenzte wissenschaftliche Beweise für die Wirksamkeit von Griffonia simplicifolia und 5-HTP bei der Behandlung dieser Zustände, und es gibt auch mögliche Nebenwirkungen und Wechselwirkungen mit anderen Medikamenten. Auf Griffonia basierende Arzneimittel wurden  daher in Deutschland 1992 wieder vom Markt genommen.
Die Samen der Griffonia simplicifolia enthalten außerdem mehrere Lektine:
- Ein Typ-1-Lektin, das spezifisch an N-Acetylgalaktosamin-bindende Proteine bindet, wird als Griffonia simplicifolia Lectin (GSL) bezeichnet. Es wird gereinigt und aufbereitet für biochemische Zwecke benutzt. Dieses modifizierte GSL wird häufig in der Zellbiologie und in der Histologie als Fluoreszenzmarker verwendet, um spezifische Zell- oder Gewebestrukturen zu markieren, die alpha- oder beta-N-Acetylgalaktosamin-Saccharide auf der Zelloberfläche tragen wie z. B. bei der Untersuchung von Tumorzellen oder bei der Erforschung von Entzündungen.
- Ein anderes Lektin, das als Griffonia simplicifolia Lectin I-A4 (GS I-A4) bezeichnet wird, bindet ebenfalls spezifisch an N-Acetylgalaktosamin-bindende Proteine. GS I-A4 ist ein Typ-2-Lektin. In einer Studie wurde gezeigt, dass GS I-A4 zytotoxisch für menschliche Kolonkrebszellen ist, die N-Acetylgalaktosamin auf ihrer Oberfläche exprimieren.[10]
- Von dem Lektin GS I-B4 (verwandt mit GS I-A4) wurde eine Kristallstrukturbestimmung durchgeführt.[11]

## Wirtschaftliche Bedeutung
Es gibt einen beträchtlichen Handel mit Griffonia simplicifolia-Extrakten und Samen, insbesondere zwischen afrikanischen Ländern und asiatischen Ländern wie China und Japan, die große Mengen des Extrakts für den Verkauf als Nahrungsergänzungsmittel importieren. Nach Angaben der Welthandelsorganisation (WTO) betrug der Gesamtwert der Weltexporte von Griffonia simplicifolia-Extrakten im Jahr 2019 rund 17,2 Millionen US-Dollar.
Allerdings gibt es auch Bedenken hinsichtlich des nachhaltigen Anbaus und der Ernte von Griffonia simplicifolia, da die Art in einigen Regionen Afrikas durch Überernten und Lebensraumverlust gefährdet ist. Es gibt Bestrebungen, den Anbau und die Ernte von Griffonia simplicifolia nachhaltiger zu gestalten und den Schutz der Art und ihres Lebensraums zu verbessern.